# ビオメター
ビオメター（Biometar ）はドイツ民主共和国（東ドイツ）のカール・ツァイスが使用したレンズブランド。最初の製品はハリー・ツェルナー（Harry Zöllner ）により設計された。
クセノターより先に設計されたが、現在ではこのタイプはクセノター型と呼ぶことが多い。

## 製品一覧

### コンタックス（Contax）用
コンタックス#純正レンズ参照。

### エクサクタマウント
エクサクタマウントレンズの一覧#カール・ツァイス参照。

### M42マウント
M42マウントレンズの一覧#カール・ツァイス参照。

### ペンタコン6用
ペンタコン#プラクチシックス/ペンタコン6/エクサクタ66シリーズ用レンズ参照。

### ローライフレックス6×6cm判二眼レフ用
ローライ#ローライフレックス6×6シリーズ参照。

### ゼンザブロニカ用
ゼンザブロニカ#ゼンザブロニカシリーズ用レンズ参照。